# Afrodyzy
Afrodyzjusz, Afrodyzy – imię męskie pochodzenia greckiego (Αφροδισιος), posiadające długą historię, a pochodzące od imienia bogini Afrodyty. Istnieje trzech świętych patronów tego imienia.
Afrodyzjusz i Afrodyzy imieniny obchodzą 14 marca, 28 kwietnia i 30 kwietnia.
Żeński odpowiednik: Afrodyzja